# Paul Hanmer
Paul Hanmer (* 1961 in Kapstadt) ist ein Komponist und Jazzpianist aus Südafrika. 

## Leben und Wirken
Hanmer studierte an der Universität Kapstadt und zog 1987 nach Johannesburg. Zusammen mit Schlagzeuger Ian Herman und Bassist Pete Sklair entstand eine dreiköpfige Band, die sich Unofficial Language nannte. Sie brachte 1994 ihr erstes Album move moves heraus, dem Primal Steps folgte.
Hanmer ist auch der Keyboarder der südafrikanischen The Sheer All Stars, in denen er mit Sipho Gumede, McCoy Mrubata und Frank Paco auftrat. Vergleichbar mit den Werken Keith Jarretts baut auch seine Musik auf minimalistischer Wiederholung wie auf fortwährenden Wechseln in der Textur auf, ist aber auch „unverkennbar durch sein Heimatland Südafrika geprägt“.
Weiterhin hat Hanmer für Miriam Makeba, Hugh Masekela, Jonathan Butler und Pops Mohamed gearbeitet. 2008 wurde sein Klarinettenquintett im Foyer Musical des Zürcher Opernhauses uraufgeführt. 2009 war er Artist in Residence im Künstlerhaus Boswil; im selben Jahr trat er in der Schweiz im Duo mit dem Saxophonisten McCoy Mrubata auf.
Im Januar 2014 wurden Hanmers 7 Winter Episodes for solo basset-horn and orchestra vom JSAG (Jugendsinfonieorchester Aargau) uraufgeführt mit Robert Pickup als Solist.

## Diskografische Hinweise
- Trains to Taung (1997)
- Window to Elsewhere (1998)
- Playola (2000)
- Naïvasha (2002)
- Water and Lights (2004)
- Hanmer / Mrubata The Boswil Concert (2009)

mit Unofficial Language
- move moves (1994)
- Primal Steps (1999)